# Exochella levinseni
Exochella levinseni är en mossdjursart som beskrevs av Gordon 1989. Exochella levinseni ingår i släktet Exochella och familjen Exochellidae. Inga underarter finns listade i Catalogue of Life.